# Merry-Sec
Merry-Sec település Franciaországban, Yonne megyében. Lakosainak száma 175 fő (2022. január 1.). Merry-Sec Escamps, Coulangeron, Courson-les-Carrières, Migé, Mouffy, Ouanne és Les Hauts de Forterre községekkel határos.

## Népesség
A település népességének változása:
| Lakosok száma | 174  | 172  | 178  | 175  | 177  | 177  | 178  | 178  | 175  |
|               | 2013 | 2015 | 2016 | 2017 | 2018 | 2019 | 2020 | 2021 | 2022 |